# Live MCMXCIII
Live MCMXCIII ("1993" in numeri romani) è un album live del gruppo rock statunitense The Velvet Underground. Venne pubblicato simultaneamente sia in edizione singola che su doppio CD il 26 ottobre 1993 dalla Sire Records. La versione su singolo CD è una versione ridotta dell'edizione su doppio disco: non ci sono canzoni differenti. Il 24 gennaio 2006 il concerto è stato pubblicato anche in versione DVD con il titolo Velvet Redux Live MCMXCIII.

## Il disco
A fine 1992, la formazione originaria dei Velvet Underground del periodo 1965-1968 (Lou Reed, John Cale, Sterling Morrison e Maureen Tucker) inaspettatamente decise di tornare insieme e riformare il gruppo. La decisione destò sorpresa nell'ambiente musicale perché si sapeva delle cattive relazioni tra Reed e Morrison, che non si erano più sentiti dalla fine degli anni sessanta (se non sporadicamente per questioni di royalties a metà anni ottanta), e a causa del burrascoso rapporto tra Reed e Cale che comunque si era parzialmente sanato grazie alla collaborazione tra i due del 1990 per la registrazione dell'album omaggio a Andy Warhol Songs for Drella.
Galeotta fu un'improvvisata riunione avvenuta a Jouy-en-Josas, in Francia, dove i membri originari del gruppo eseguirono in pubblico Heroin durante una celebrazione in onore di Warhol (scomparso da poco). L'aver suonato insieme piacque alla band che decise di iniziare a pianificare una tournée in Europa e negli Stati Uniti. La casa discografica di allora di Lou Reed, la Sire Records, si offrì di pubblicare un album dal vivo tratto dai concerti in Europa, e vennero persino progettati una esibizione nella trasmissione MTV Unplugged e un successivo nuovo album in studio dei Velvet Underground.
Due importanti ex membri del gruppo non parteciparono alla riunione: la cantante/modella Nico, che nel frattempo era morta nel 1988; e il poli-strumentista Doug Yule, al quale Sterling Morrison aveva chiesto di partecipare ma che Reed e Cale decisero di non chiamare. In seguito Yule affermò, che nonostante gli avrebbe fatto piacere essere preso in considerazione, avrebbe dovuto comunque declinare l'offerta a causa di problemi famigliari.
L'album venne registrato durante tre concerti serali tenutisi all'Olympia di Parigi. John Cale più tardi disse: «Durante la seconda serata iniziammo a ingranare davvero», e fu proprio da questa esibizione che è tratta la maggior parte del materiale contenuto in Live MCMXCIII.
Live MCMXCIII è principalmente focalizzato sull'interpretazione di vecchi classici del gruppo, con la predilezione per le composizioni dalla struttura più "regolare" e comune, con poco spazio alle sperimentazioni sonore dei vecchi tempi. Sono presenti solo due improvvisazioni (durante Some Kinda Love e Hey Mr. Rain) e due nuove canzoni: Velvet Nursery Rhyme, breve e leggera canzone sulla riunione del gruppo, e Coyote, una collaborazione Reed/Cale.
Durante il tour in Europa, i rapporti tra i membri del gruppo degenerarono nuovamente e tutti i progetti in corso vennero cancellati. La band si sciolse definitivamente quando nell'estate del 1995 Sterling Morrison morì di tumore.
Sia il tour che il disco ricevettero recensioni miste. Il pubblico e i critici si divisero in due fazioni: quelli che non volevano vedere offuscata l'immagine leggendaria della band acquisita negli anni sessanta e chi invece pensava che i quattro insieme avrebbero potuto produrre ancora qualcosa di interessante musicalmente. In generale però fu criticata l'interpretazione vocale di Lou Reed in alcuni brani (in special modo in Venus in Furs), ritenuta piatta e senza convinzione.
Il tour in promozione dell'album, tocca anche la Penisola con quattro date, il 4 luglio a Udine (villa Manin di Codroipo), il 6 luglio concerto a Bologna al Parco Nord, il 7 a Milano al Forum di Assago e il 9 a Napoli, come sostenitore d'eccellenza degli U2.

## Tracce
Tutti brani opera di Lou Reed eccetto dove indicato.

### Edizione su doppio CD
Disco 1
1. We're Gonna Have a Real Good Time Together– 3:14
2. Venus in Furs – 5:19
3. Guess I'm Falling in Love (Reed, John Cale, Sterling Morrison, Maureen Tucker) – 3:08
4. After Hours – 2:41
5. All Tomorrow's Parties – 6:36
6. Some Kinda Love – 9:06
7. I'll Be Your Mirror – 3:06
8. Beginning to See the Light – 4:59
9. The Gift (Reed, Cale, Morrison, Tucker) – 10:33
10. I Heard Her Call My Name – 4:37
11. Femme Fatale – 3:23

Disco 2
1. Hey Mr. Rain (Reed, Cale, Morrison, Tucker) – 15:42
2. Sweet Jane– 5:21
3. Velvet Nursery Rhyme (Reed, Cale, Morrison, Tucker) – 1:31
4. White Light/White Heat – 4:21
5. I'm Sticking with You – 3:23
6. The Black Angel's Death Song (Reed, Cale) – 4:12
7. Rock & Roll – 6:13
8. I Can't Stand It – 4:21
9. I'm Waiting for the Man – 5:15
10. Heroin – 9:59
11. Pale Blue Eyes – 6:14
12. Coyote (Reed, Cale) – 5:25

### Edizione su singolo CD
1. Venus in Furs – 5:30
2. Sweet Jane – 5:23
3. After Hours – 2:44
4. All Tomorrow's Parties – 6:36
5. Some Kinda Love – 9:07
6. The Gift (Reed, Cale, Morrison, Tucker) – 10:33
7. Rock & Roll – 6:11
8. I'm Waiting for the Man – 5:16
9. Heroin – 9:49
10. Pale Blue Eyes – 6:17

## Formazione
Velvet Underground
- John Cale – viola, tastiere, basso, cori, voce in All Tomorrow's Parties, The Gift, Femme Fatale e I'm Waiting for the Man
- Sterling Morrison – chitarra, basso, cori
- Lou Reed – voce, chitarra
- Maureen Tucker – percussioni, voce in After Hours e I'm Sticking with You

Staff tecnico
- Mike Rathke – produzione